# Kristian Levring
Kristian Levring es un director danés nacido el 9 de mayo de 1957.
Se trata del cuarto miembro que firmó el Manifiesto Dogma 95 junto a Lars von Trier, Thomas Vinterberg y Soren Kragh-Jacobsen.
Ha vivido ocho años en Francia, como complemento para su formación como cineasta.
Graduado en edición en la Escuela Nacional de Cine de Dinamarca, ha trabajado en la producción de un gran número de documentales y películas

## Filmografía
Además de toda su labor como documentalista y editor, Kristian Levring ha dirigido en solitario tres películas: Et skud fra hjertet (1986), The King is Alive (2000) y The Intended (2002). 
En 2008 está dirigiendo Den du frygter, se espera que llegue a los cines en 2009.
Hasta el momento, su película más destacada es The King is Alive, cuyo título traducido al castellano es El rey está vivo. En ella se narra la historia de un grupo de turistas estadounidenses, ingleses y franceses que se encuentran perdidos en el desierto de Namibia, tras sufrir una avería en el autobús que viajaban. Tarros de conserva y el rocío los mantienen con vida, pero se encuentran completamente aislados del mundo, sin poder nacer nada. Su único recurso para no enloquecer es la representación de El Rey Lear de Shakespeare.
La historia está narrada por un superviviente africano, en su propio dialecto, lo que le concede a la película cierto tono onírico, aunque sin apartarse del realismo exigido por Dogma 95.
The Salvation 2014 (Director)
- Datos: Q4992193